# 蒂克爾角
60°32′S 45°48′W / 60.533°S 45.800°W
蒂克爾角是南極洲的海岬，位於南奧克尼群島的科羅內申島北岸，是布里傑灣的東部，該海岬在1821年12月由美國的捕海豹船發現，現時由南極條約體系管理。